# Nepaluv
Nepaluv (Ketupa nipalensis) är en fågel i familjen ugglor inom ordningen ugglefåglar.

## Utseende och läten
Nepaluven är en stor (51–63 cm) och kraftfull uggla. Karakteristiskt är de långa, utåtriktade örontofsarna bestående av fjädrar med olika längd. Ovansidan är mörkbrun med beigefärgade tvärband. På undersidan syns tydliga sparrformade teckningar. Lätet är ett djupt vittljudande "hoo hoo". Även sorgsamma skrin hörs.

## Utbredning och systematik
Nepaluv delas in i två underarter med följande utbredning:
- Bubo nipalensis nipalensis – förekommer från Himalaya till Indien, i sydvästra Kina (Yunnan), i Myanmar och Vietnam
- Bubo nipalensis blighi – förekommer på Sri Lanka

### Släktestillhörighet
Arten placeras traditionellt i Bubo, men flera genetiska studier visar arterna i släktet inte står varandra närmast. Nepaluven med släktingar förs därför allt oftare, som här, till fiskuvarna i släktet Ketupa.

## Status och hot
Arten har ett stort utbredningsområde och en stor population, men tros minska i antal, dock inte tillräckligt kraftigt för att den ska betraktas som hotad. Internationella naturvårdsunionen IUCN kategoriserar därför arten som livskraftig (LC).